# Młyńska Góra (Kotlina Jeleniogórska)
Młyńska Góra (niem. Mühlberg, 419 m n.p.m.) – szczyt w południowo-zachodniej Polsce, w Sudetach Zachodnich, w Kotlinie Jeleniogórskiej, w  Obniżeniu Starej Kamienicy.
Szczyt położny na północ od wsi Rybnica i na wschód od wsi Stara Kamienica w zakolu rzeki Młynówki (dopływu Kamienicy i Bobru).